# Szabó Károly (rendező)
Szabó Károly (Székelyudvarhely, 1969 –) rendező, operatőr, forgatókönyvíró, a Székelyudvarhelyi Városi Könyvtár Látvány- és hangzóanyagrészlegének vezetője.

## Élete
Tanulmányait a budapesti Színház- és Filmművészeti Főiskolán végezte 1995 és 1999 között. Ezzel párhuzamosan 1993–1996-ban a székelyudvarhelyi UTV szerkesztő-operatőrje volt, a napi hírműsorok, illetve kulturális, társadalmi és politikai műsorok szerkesztője, felelőse. 1995-től a Duna Televízió külsős tudósítója, valamint a Dunatáj Dokumentumfilm műhely tagja. A heti rendszerességgel jelentkező Tarka-barka gyermekműsor operatőre, technikai felelőse is ő volt.
1999 óta a Székelyudvarhelyi Városi Könyvtár munkatársa, ahol a 2000–2007-es időszak alatt létrehozta és vezette az újonnan alakult Látvány- és hangzóanyagrészleget.
A 2000-es évek elejétől aktív kutyaszánhajtó, jelentős szerepet vállalva ennek a sportágnak a romániai elismertetésében és népszerűsítésében. 2004-ben román országos bajnok négykutyás fogattal a kutyaszánhajtásban.
2007 és 2012 között a Székelyudvarhelyi Városi Könyvtár igazgatója.
2007-től a Bibliofil Alapítvány M.E. ügyvezető elnöke, a Transikon Vizuális Egyesület alapító elnöke. A Székelyföldi Dokumentumfilm Szemle ötlet- és házigazdája, a Filmtettfeszt Erdélyi Magyar Filmszemle udvarhelyi társszervezője, a Tres Courts – Nemzetközi nagyon rövid filmek fesztiválja és a Kinedok nemzetközi dokumentumfilmes program helyi szervezője, moziaktivista. Dokumentumfilm-készítőként aktívan tevékenykedik, szinte évről évre új filmmel jelentkezik.

## Filmjei
- Hímes tojás csak annak jár...: TV film, operatőr, magyar ismeretterjesztő film, 2004
- A Remény hal meg utoljára: rendező, magyar dokumentumfilm, 2003
- Nagyanyáink feredői: TV film, operatőr, magyar ismeretterjesztő film, 2003
- Húsvéti hajnalozás Alsósófalván: TV film, operatőr, magyar ismeretterjesztő film, 2003
- Csángó zarándoklat: 60perc, rendező, operatőr, 2002
- ...úgy mondjam, ahogy volt...”: TV film, operatőr, magyar dokumentumfilm, 2002
- Csalókafilm: 47 perc, rendező, magyar dokumentumfilm, 2002
- Domokos: 17 perc, rendező, 2001
- Tanuljunk egymásról, egymástól!: TV film, rendező, 1998
- A székely apostol: 16 perc, rendező, operatőr, magyar dokumentumfilm, 1998
- Stúdiónk vendége: Bágyi Bence Jakab: TV film, rendező, magyar riportfilm, 1997
- Pipacsok: rendező, magyar ismeretterjesztő film, 1997
- A katonaság: rendező, magyar kísérleti film, 1997
- Az író is ember: rendező, magyar riportfilm, 1997
- Villanások: rendező, magyar dokumentumfilm, 1996
- Kovácsok: TV film, rendező, magyar riportfilm, 1996
- A kis Dali: TV film, rendező, magyar riportfilm, 1996
- Megsimogatom a múltat...: TV film, operatőr, magyar dokumentumfilm
- Academica Transylvanica I-II: operatőr
- Kismértékben gyógyszer...: 45 perc, rendező, magyar dokumentumfilm a pálinkafőzésről
- Ha nem használ, nem is árt: rendező, operatőr, magyar dokumentumfilm